# Piper flavibaccum
Piper flavibaccum är en pepparväxtart som beskrevs av C. Dc.. Piper flavibaccum ingår i släktet Piper och familjen pepparväxter. Inga underarter finns listade i Catalogue of Life.